# Jankowice (powiat proszowicki)
Jankowice – wieś w Polsce położona w województwie małopolskim, w powiecie proszowickim, w gminie Koszyce.
| SIMC    | Nazwa      | Rodzaj    |
| ------- | ---------- | --------- |
| 0226974 | Doły       | część wsi |
| 0226980 | Parcelacja | część wsi |
| 0226997 | Stara Wieś | część wsi |

W latach 1975–1998 miejscowość należała administracyjnie do województwa kieleckiego.